# Ostspitze
O Ostspitze (Pico Leste) é uma das montanhas mais altas da Suíça. É o segundo ponto mais alto do maciço do Monte Rosa e o quarto na cordilheira dos Alpes. Fica no cantão de Valais, na fronteira entre a Itália e a Suíça. Tem apenas 15 metros de proeminência topográfica dada a proximidade com o Pico Dufour.
A primeira ascensão foi feita pelos irmãos Christopher Smyth, Edmund Smyth e James G. Smyth em 1 de Setembro de 1854. À data não se sabia se era este pico ou o Pico Dufour o mais alto, e os irmãos estavam convencidos que tinham escalado o ponto mais alto da Suíça, o que conseguiriam ao escalar o Pico Dufour no ano seguinte.